# Академия логистики и транспорта

Корпус академии на ул. Райымбека

Академия логистики и транспорта (АЛиТ) — техническое высшее учебное заведение, расположенное в Алма-Ате, специализирующееся на подготовке специалистов для транспортно- коммуникационной отрасли. До 2021 года — Казахская академия транспорта и коммуникаций имени М. Т. Тынышпаева (КазАТК). С 2024 года - ALT University.

## История

### СССР
История КазАТК начинается с 1931 года, когда в Алма-Ате, при Дирекции Турксиба приказом Среднеазиатского института инженеров железнодорожного транспорта, расположенного в Ташкенте, был открыт учебно-консультационный пункт, который в 1967 году был преобразован в филиал Ташкентского института инженеров транспорта (ТашИИТ).
20 мая 1976 года на базе этого филиала был создан Алма-Атинский институт инженеров железнодорожного транспорта (АлИИТ).
1 января 1991 года на базе Алма-Атинского филиала Усть-Каменогорского строительно-дорожного института был создан Алма-Атинский автомобильно-дорожный институт (ААДИ).

### Современность
7 мая 1996 года на базе двух алма-атинских транспортных высших учебных заведений — Алма-Атинского института инженеров железнодорожного транспорта и Алма-Атинского автомобильно-дорожного института — было образовано укрупнённое высшее учебное заведение для транспортной отрасли — Казахская академия транспорта и коммуникаций (КазАТК).
23 мая 2000 года КазАТК присвоено имя Мухамеджана Тынышпаева (1879—1938), выпускника Императорского института инженеров путей сообщения имени Александра I в Петербурге, первого казахского инженера путей сообщения, крупного общественного и политического деятеля, одного из разработчиков проекта и строителя Туркестано-Сибирской магистрали (Турксиб). В того же года издаётся научный журнал «Вестник Казахской академии транспорта и коммуникаций».
6 октября 2021 года Казахскую академию транспорта и коммуникаций (КазАТК) имени Тынышпаева в Алматы лишили лицензии. Решение вступит в законную силу через десять рабочих дней, и вуз будет обязан прекратить образовательную деятельность.
В 2021 году переименована в Академию логистики и транспорта (АЛТ).
В 2024 году переименовано в ALT University.

#### Приватизация
15 марта 2018 года национальная компания «Казахстанские железные дороги» в рамках второй волны приватизации выставила на продажу 100 % акций Казахстанской академии транспорта и коммуникаций имени Тынышпаева (КазАТК) в Алматы, торги состоялись.

## Образовательная деятельность
Является одним из ведущих специализированных высших учебных заведений Казахстана по подготовке высококвалифицированных студентов для транспортно-коммуникационной отрасли: железнодорожного, автомобильного, водного транспорта и коммуникаций по специальностям и специализациям бакалавриата на базе среднего (полного) образования, а также по программам магистратуры и аспирантуры.
Академия является многопрофильным учебным заведением, осуществляющим подготовку и реализацию общеобразовательных программ, максимально увязанных с будущей практической деятельностью студентов, имеющим крайне современную материально-техническую базу, квалифицированный профессорско-преподавательский состав.
Деятельность академии была направлена на решение задач, определённых Государственной программой развития образования на 2005/2010 годы по обеспечению транспортно-коммуникационного комплекса страны высококвалифицированными студентами.
С первого курса студенты проходят программу Foundation - бесплатное обучение английскому или китайскому языку.
Имеется военная кафедра.

## Структура
- Факультет «Транспортная техника и строительство»
- Факультет «Автоматизация и телекоммуникации»
- Факультет «Логистика и управление»

При университете имеются:
- Колледж ALT в г. Алматы
- Колледж ALT в г. Астана
- Колледж ALT в г. Актау
- Колледж ALT в г. Актобе
- Колледж ALT в г. Шымкент
- Педагогический колледж ALT в г. Алматы
- Школа-лицей в г. Актау